# Frank Roberts (diplomate)
Pour les articles homonymes, voir Frank Roberts.
Frank Kenyon Roberts (né le 27 octobre 1907 et mort le 7 janvier 1998) est un diplomate britannique. Il joue un rôle clef dans la diplomatie anglaise pendant les premières années de la guerre froide et contribue au développement des relations germano-britanniques dans les années 1960.

## Biographie

### Jeunesse
Né en 1907 à Buenos Aires, en Argentine, Frank Roberts étudie dans les prestigieux établissements : d'abord à la Bedales School, puis, à la Rugby School. Après le baccalauréat, il étudie au Trinity College de l'Université de Cambridge, où il obtient son diplôme de premier cycle en 1930 avec les First-class honours (l'équivalent de la mention « très bien » en France). Il entre la même année au Bureau des Affaires étrangères et du Commonwealth (Foreign Office), reçu premier au concours d'entrée.

### Carrière
Ses premiers postes à l'étranger sont situés à Paris, puis au Caire, où il se marie avec Celeste Leila Beatrix « Cella » Shoucair (qui meurt en 1990). En 1937, Frank Roberts retourne à Londres, au siège du Foreign Office où, malgré sa relativement faible expérience, il est notamment chargé des relations diplomatiques avec le Troisième Reich, peu avant la Seconde Guerre mondiale. Lorsque la guerre éclate, il est dépêché de 1939 à 1940 comme secrétaire adjoint auprès du Conseil suprême interallié (Anglo-French Supreme War Council, SWC) et est interprète lors de la troisième rencontre du SWC, au 10 Downing Street, le 17 novembre 1939,.
Il reste basé à Londres jusqu'en janvier 1945, lorsqu'il est affecté à Moscou comme conseiller de Winston Churchill pour la conférence de Yalta et en tant que ministre britannique en URSS, jusqu'en 1947. Il développe avec le chef de mission américain George F. Kennan une analyse de la politique étrangère de l'Union soviétique qui deviendra ensuite le fondement de la stratégie anglo-britannique d'endiguement (containment en anglais). Devenu secrétaire particulier du secrétaire d'État des Affaires étrangères et du Commonwealth Ernest Bevin, il revient à Londres en 1947, où il prend part jusqu'en 1948 aux négociations avec Soviétiques et Américains à propos du blocus de Berlin.
De 1949 à 1951, il est vice-haut-commissaire du Commonwealth en Inde, puis vice-sous-secrétaire d'État parlementaire au Foreign Office jusqu'en 1954. L'année suivante, il occupe le poste de ambassadeur extraordinaire et plénipotentiaire en Yougoslavie, avant de devenir représentant permanent du Royaume-Uni au Conseil de l'Atlantique nord en 1957. En 1960, il devient pour deux ans ambassadeur en URSS, puis de 1963 à 1968 ambassadeur de la République fédérale allemande (RFA).
Au cours de sa brillante carrière, il a ainsi côtoyé de nombreux ministres : Winston Churchill, Ernest Bevin, Anthony Eden, Harold Macmillan, Rab Butler, Edward Heath, Harold Wilson et George Brown. Il a aussi développé de bonnes relations avec les dirigeants étrangers auprès desquels il négociait, notamment Joseph Staline, Josip Broz Tito, Konrad Adenauer, Willy Brandt et Helmut Schmidt.

### Retraite
Frank Roberts et sa femme « Cella » Shoucair n'ont pas eu d'enfant. Il reste actif après avoir pris sa retraite. Il participe notamment au Royal Institute of International Affairs, il est un moment président de la chambre de commerce et d'industrie allemande au Royaume-Uni et accepte des postes de direction non-exécutive dans des entreprises allemandes et britanniques telles que Mercedes-Benz et Unilever.
Après la mort de sa femme en 1990, il publie ses mémoires, Dealing with Dictators, qu'elle a aidé à rédiger. Dans les années 1990, il devient un commentateur télévisé notable de l'histoire des années 1940 et 1950.
Il meurt dans le district londonien de Kensington, le 7 janvier 1998.

## Distinctions
Il est nommé compagnon de l'Ordre de Saint-Michel et Saint-Georges en 1946, puis chevalier commandeur en 1956 et chevalier grand-croix en 1963. Il reçoit par ailleurs en 1965 le titre de chevalier grand-croix de l'Ordre royal de Victoria.

## Ouvrages
- Eastern Europe since Stalin, Spartacus Educational, 1988  (ISBN 0-948865-48-2)
- Dealing with dictators : the destruction and revival of Europe 1930-70, Weidenfeld & Nicolson, Londres, 1991  (ISBN 0-297-81197-5)

### Source
- (en) Cet article est partiellement ou en totalité issu de l’article de Wikipédia en anglais intitulé « Frank Roberts (diplomat) » (voir la liste des auteurs).